# コーディ・ガクポ
コーディ・マテス・ガクポ（Cody Mathès Gakpo, 1999年5月7日 - ）は、オランダ・アイントホーフェン出身のサッカー選手。プレミアリーグ・リヴァプールFC所属。オランダ代表。ポジションはFW。

## 経歴
PSVアイントホーフェンのユース育ちでトップ昇格を果たした。2022年のKNVBカップ決勝アヤックス戦では、後半に決勝ゴールを決めクラブの10季ぶり10度目の優勝に貢献した。
2022年12月28日、リヴァプールFCへの2023年1月からの加入が決定。背番号は同胞の先輩でもあるディルク・カイトが着用していた18番。加入にあたりオランダ代表の先輩でもあるフィルジル・ファン・ダイクと話したことをインタビューで明かした。
2023年1月8日、FAカップ3回戦ウルヴァーハンプトン・ワンダラーズ戦にて先発しリヴァプールデビュー。リーグ第23節、エヴァートンFCと対戦とのマージ―サイド・ダービーでようやく移籍後初ゴールを挙げた。3月5日、リーグ26節マンチェスター・ユナイテッドFC戦では2ゴールの活躍で7-0で勝利した。

## 代表経歴
2021年5月、UEFA EURO 2020にむけた予備登録メンバーでオランダ代表に初招集された。最終登録メンバーにも無事選ばれ、同大会3戦目の北マケドニア代表戦でオランダ代表デビューを飾った。
9月4日に行われた2022 FIFAワールドカップ・ヨーロッパ予選のモンテネグロ戦では代表初ゴールを決めた。
2022年10月21日、カタールW杯に向けた予備登録メンバーの1人に選ばれた。本大会のメンバーに選出されると、1次リーグ初戦のセネガル戦で1ゴールを挙げて勝利に貢献、第2戦エクアドル戦でもミドルシュートで得点を挙げると、第3戦のカタール戦でも3試合連続となるゴールを挙げ、チームを決勝トーナメントに導いた。
UEFA EURO 2024のオランダ代表に選ばれた。グループリーグ第1節のポーランド戦で、29分に同点弾を決め、逆転勝利に貢献、この試合のマン・オブ・ザ・マッチに選出。グループリーグ最終節のオーストリア戦でも1得点を決めた。決勝トーナメント1回戦、ルーマニアと対戦、シャビ・シモンズのパスを受け左サイドからカットインシュートを決めて先制。アシストのシーンが「三笘の1mm」に似ていることから「ガクポの1mm」と騒がれた。同選手は1G1Aの活躍でベスト8進出に貢献した。準々決勝、トルコ戦では、76分にグラウンダーのクロスにファーで反応、ディフェンスに倒されかけながらも押し込み、逆転に成功、最後に相手の足に当たっており、記録はオウンゴールとなったが、2-1で接戦を制し、2004年大会以来、20年ぶりにベスト４進出を果たした。準決勝でイングランドに敗れて決勝進出はならなかった。

## 人物
本人はオランダ生まれだが、ガーナとトーゴにルーツをもつ。また、両親の影響により敬虔なクリスチャンであり、毎日聖書を読んで祈りを捧げている。
左サイドを主戦場としており、左サイドハーフや左ウイングで起用されるが、オランダ代表では最前線（センターFW）、トップ下などの中央で起用されており、ユーティリティな万能さを有している。

## 個人成績

### クラブ
2023-24シーズン終了時点
| クラブ       | シーズン     | リーグ戦               | リーグ戦 | リーグ戦 | 国内カップ | 国内カップ | リーグカップ | リーグカップ | 国際大会 | 国際大会 | その他 | その他 | 合計 | 合計 |
| クラブ       | シーズン     | ディビジョン           | 出場     | 得点     | 出場       | 得点       | 出場         | 得点         | 出場     | 得点     | 出場   | 得点   | 出場 | 得点 |
| ------------ | ------------ | ---------------------- | -------- | -------- | ---------- | ---------- | ------------ | ------------ | -------- | -------- | ------ | ------ | ---- | ---- |
| ヨングPSV    | 2016-17      | エールステ・ディヴィジ | 2        | 0        | -          | -          | -            | -            | -        | -        | -      | -      | 2    | 0    |
| ヨングPSV    | 2017-18      | エールステ・ディヴィジ | 13       | 7        | -          | -          | -            | -            | -        | -        | -      | -      | 13   | 7    |
| ヨングPSV    | 2018-19      | エールステ・ディヴィジ | 11       | 10       | -          | -          | -            | -            | -        | -        | -      | -      | 11   | 10   |
| ヨングPSV    | 通算         | 通算                   | 26       | 17       | -          | -          | -            | -            | -        | -        | -      | -      | 26   | 17   |
| PSV          | 2017-18      | エールディヴィジ       | 1        | 0        | 0          | 0          | -            | -            | 0        | 0        | -      | -      | 1    | 0    |
| PSV          | 2018-19      | エールディヴィジ       | 16       | 1        | 2          | 1          | -            | -            | 1        | 0        | 0      | 0      | 19   | 2    |
| PSV          | 2019-20      | エールディヴィジ       | 25       | 7        | 2          | 0          | -            | -            | 11       | 1        | 1      | 0      | 39   | 8    |
| PSV          | 2020-21      | エールディヴィジ       | 23       | 7        | 1          | 0          | -            | -            | 5        | 4        | -      | -      | 29   | 11   |
| PSV          | 2021-22      | エールディヴィジ       | 27       | 12       | 4          | 2          | -            | -            | 15       | 7        | 1      | 0      | 47   | 21   |
| PSV          | 2022-23      | エールディヴィジ       | 14       | 9        | 0          | 0          | -            | -            | 9        | 3        | 1      | 1      | 24   | 13   |
| PSV          | 通算         | 通算                   | 106      | 36       | 9          | 3          | -            | -            | 41       | 15       | 3      | 1      | 159  | 55   |
| リヴァプール | 2022-23      | プレミアリーグ         | 21       | 7        | 3          | 0          | -            | -            | 2        | 0        | -      | -      | 26   | 7    |
| リヴァプール | 2023-24      | プレミアリーグ         | 33       | 7        | 4          | 0          | 6            | 4            | 8        | 4        | -      | -      | 51   | 15   |
| リヴァプール | 通算         | 通算                   | 54       | 14       | 7          | 0          | 6            | 4            | 10       | 4        | -      | -      | 77   | 22   |
| キャリア通算 | キャリア通算 | キャリア通算           | 186      | 67       | 16         | 3          | 6            | 4            | 51       | 19       | 3      | 1      | 262  | 94   |

## 代表

### 出場大会
- U-21オランダ代表
  - 2021年 - UEFA U-21欧州選手権2021
- オランダ代表
  - 2020年 - UEFA EURO 2020
  - 2022年 - 2022 FIFAワールドカップ (ベスト8)
  - 2024年 - UEFA EURO 2024 (ベスト4)

### 試合数
2024年6月16日現在
- 国際Aマッチ 29試合12得点（2021年-）[25]

| オランダ代表 | 国際Aマッチ | 国際Aマッチ |
| 年           | 出場        | 得点        |
| ------------ | ----------- | ----------- |
| 2021         | 4           | 1           |
| 2022         | 10          | 5           |
| 2023         | 7           | 3           |
| 2024         | 8           | 3           |
| 通算         | 29          | 12          |

### 得点
| #  | 開催日         | 開催地                                         | 対戦国       | スコア | 結果 | 大会                                   |
| -- | -------------- | ---------------------------------------------- | ------------ | ------ | ---- | -------------------------------------- |
| 1  | 2021年9月4日   | アイントホーフェン、フィリップス・スタディオン | モンテネグロ | 4-0    | 4-0  | 2022 FIFAワールドカップ・予選          |
| 2  | 2022年6月14日  | ロッテルダム、デ・カイプ                       | ウェールズ   | 2-0    | 3-2  | UEFAネーションズリーグ2022-23・リーグA |
| 3  | 2022年9月22日  | ワルシャワ、ワルシャワ国立競技場               | ポーランド   | 1-0    | 2-0  | UEFAネーションズリーグ2022-23・リーグA |
| 4  | 2022年11月21日 | ドーハ、アル・トゥマーマ・スタジアム           | セネガル     | 1-0    | 2-0  | 2022 FIFAワールドカップ                |
| 5  | 2022年11月25日 | ドーハ、ハリーファ国際スタジアム               | エクアドル   | 1-0    | 1-1  | 2022 FIFAワールドカップ                |
| 6  | 2022年11月29日 | アル＝ハウル、アル・バイト・スタジアム         | カタール     | 1-0    | 2-0  | 2022 FIFAワールドカップ                |
| 7  | 2023年9月7日   | アイントホーフェン、フィリップス・スタディオン | ギリシャ     | 2-0    | 3-0  | UEFA EURO 2024予選                     |
| 8  | 2023年9月10日  | ダブリン、アビバ・スタジアム                   | アイルランド | 1-1    | 2-1  | UEFA EURO 2024予選                     |
| 9  | 2023年9月21日  | ファロ、エスタディオ・アルガルヴェ             | ジブラルタル | 6-0    | 6-0  | UEFA EURO 2024予選                     |
| 10 | 2024年6月16日  | ハンブルク、フォルクスパルクシュタディオン     | ポーランド   | 1-1    | 2-1  | UEFA EURO 2024                         |

## タイトル

### クラブ
PSV
- エールディヴィジ : 2017-18
- KNVBカップ : 2021-22
- ヨハン・クライフ・スハール : 2021,2022

リヴァプール
- カラバオカップ : 2023-24
- プレミアリーグ : 2024-25

### 個人
- オランダ年間最優秀選手賞 : 2021-22
- UEFA EURO得点王 : 2024